# Springdale (Washington)
Springdale è un comune degli Stati Uniti d'America, situato nello Stato di Washington, nella Contea di Stevens.